# Heidrun Heidecke

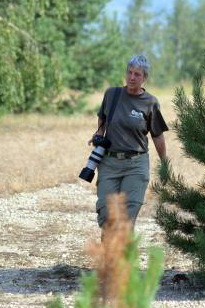
Heidrun Heidecke August 2014 in der Goitzschewildnis

Heidrun Heidecke (* 1. Juli 1954 in Magdeburg; † 10. April 2015 in Bitterfeld) war eine deutsche Diplompädagogin und Politikerin (parteilos, zuvor Grüne Partei (DDR) und Bündnis 90/Die Grünen).
In Sachsen-Anhalt war sie von 1994 bis 1998 Ministerin für Umwelt, Naturschutz und Raumordnung (später: Ministerin für Raumordnung, Landwirtschaft und Umwelt) sowie stellvertretende Ministerpräsidentin.

## Leben und Beruf
Nach abgeschlossener Schulbildung und dem Abitur studierte Heidrun Heidecke an der Martin-Luther-Universität Halle-Wittenberg, worauf sie 13 Jahre als Pädagogin tätig war. Nach folgendem Engagement in der Politik wurde sie am 8. November 1998 in den Vorstand des Bundes für Umwelt und Naturschutz Deutschland (BUND) gewählt. Inzwischen war sie beim BUND für verschiedene Projekte und als Naturschutzkoordinatorin tätig. Sie wurde 2004 an der Universität Kassel mit einer Arbeit über Vergleichende Betrachtung von Planungs- und Innovationsprozessen bei der Gestaltung von Braunkohlenfolgelandschaften promoviert.
2012 wurde sie aufgrund ihres langjährigen und herausragenden persönlichen Engagements für mehr Wildnis in Deutschland mit dem Deutschen Naturschutzpreis ausgezeichnet.
Am Freitag, dem 10. April 2015, verstarb sie völlig unerwartet an ihrem Schreibtisch.

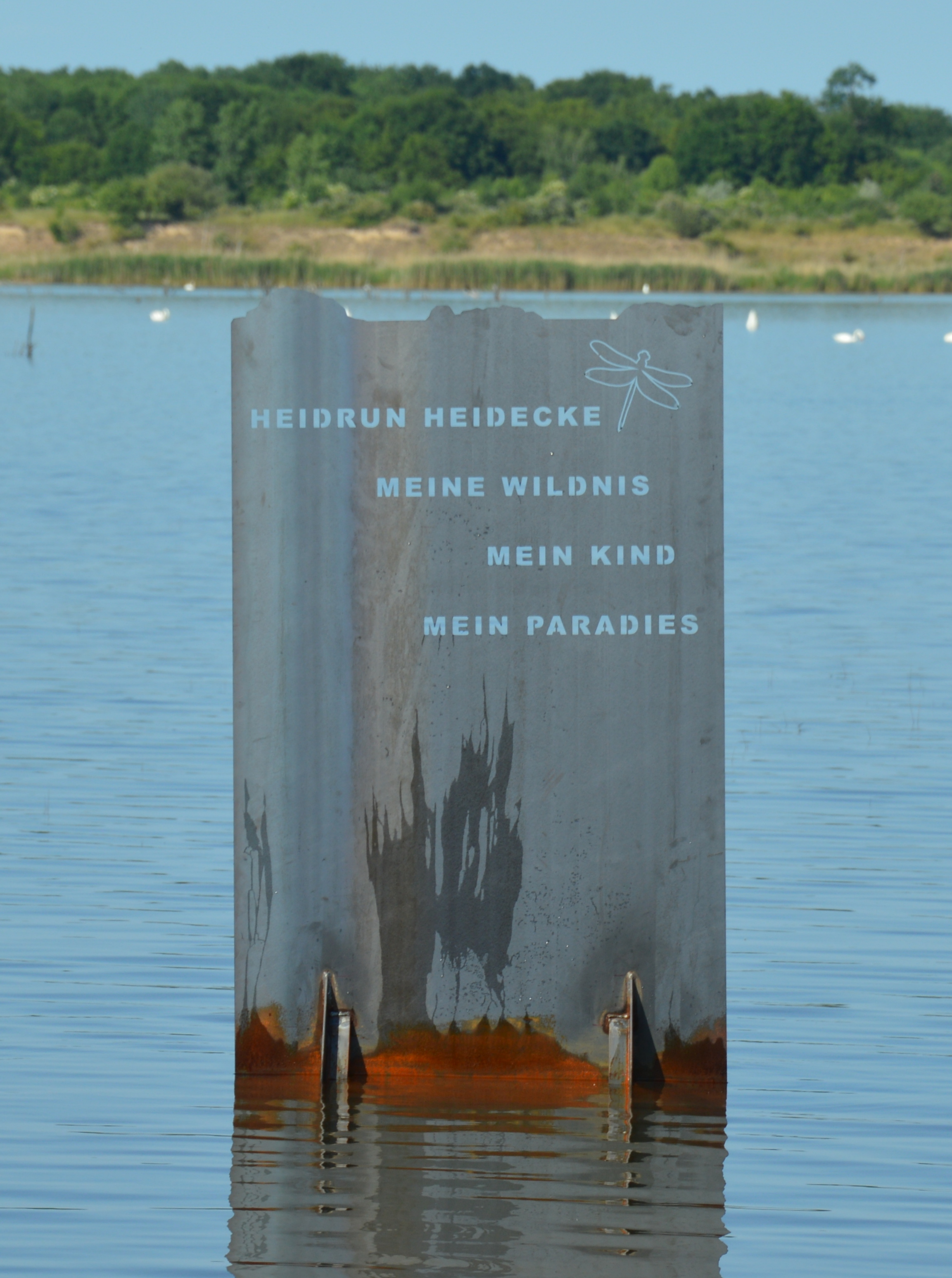
Stele im Großen Goitzschesee

Am 7. Juni 2015 wurde im Großen Goitzschesee, nahe dem Ufer, eine Gedenkstele für Heidrun Heidecke enthüllt. Auf der Stele sind die Worte HEIDRUN HEIDECKE – MEINE WILDNIS – MEIN KIND – MEIN PARADIES zu lesen.

## Politik
Im Wendeherbst 1989 war Heidrun Heidecke Gründungsmitglied der Grünen Partei in der DDR im Bezirk Magdeburg. Für diese Partei hatte sie ein Mandat am Runden Tisch.
Sie war in der 1. und 2. Wahlperiode (1990–1998) Mitglied des Landtages von Sachsen-Anhalt. Dort war sie bis 1994 parlamentarische Geschäftsführerin und umweltpolitische Sprecherin der Fraktion Bündnis 90/Die Grünen. Am 21. Juli 1994 wurde sie zur Ministerin für Umwelt, Naturschutz und Raumordnung des Landes Sachsen-Anhalt ernannt (ab 11. Juni 1996 Ministerin für Raumordnung, Landwirtschaft und Umwelt). Das Ministeramt übte sie bis zum 26. Mai 1998 aus. Gleichzeitig war sie Stellvertreterin des Ministerpräsidenten. Im Jahr 2000 trat sie aus Bündnis 90/Die Grünen aus, nachdem sie Kritik an deren Regierungspolitik geübt hatte.
Gegen das Atommüllendlager Morsleben führte Heidrun Heidecke ihren bekanntesten politischen Streit. Sie unterlag zwar den Weisungsrechten der damaligen Bundesumweltministerin Angela Merkel, letztlich siegten aber die von ihr vertretenen Argumente.